# Algestrup
Algestrup is een plaats in de Deense regio Seeland, gemeente Køge, en telt 905 inwoners (2008).

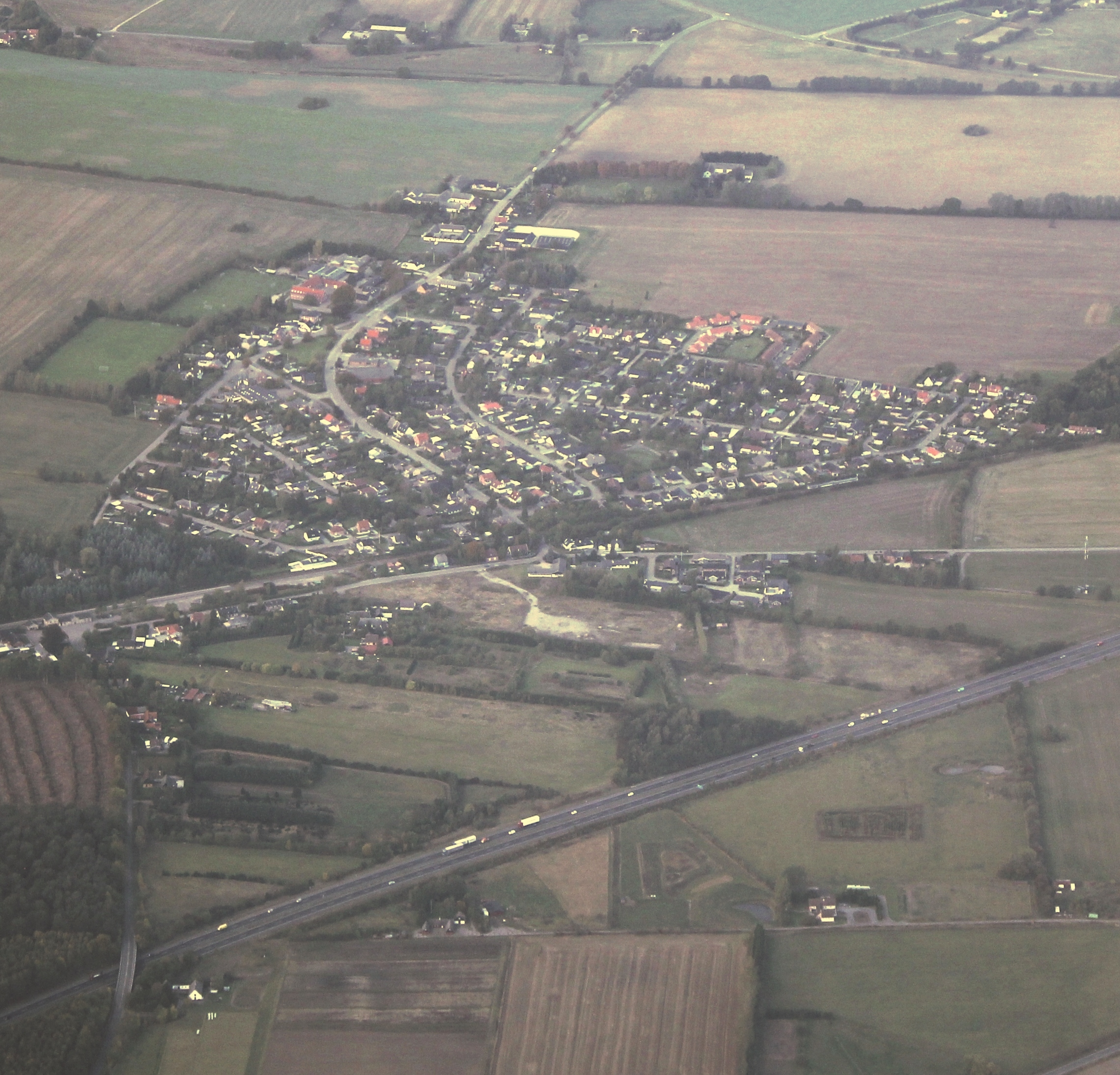